# هيرتزل
هيرتزل (بالألمانية: Hirzel) هي إحدى بلديات مقاطعة هورغن في كانتون زيورخ في سويسرا. تبلغ مساحتها 9.68 كيلومتر مربع، ويقدر عدد سكانها بـ 2179 نسمة (حسب تعداد ديسمبر 2017).

## أعلام
- أدولف توبلر
- يوهانا شبيري